# ライヴ・イヴル
『ライヴ・イヴル』（Live-Evil）は、マイルス・デイヴィスの1971年発売の2枚組アルバム。ライブ音源とスタジオ音源を含む内容で、1970年12月19日にセラー・ドアで行われたライブの録音と、コロムビア・レコードのスタジオBにおける録音が収録されている。
本作は、アメリカの総合チャートBillboard 200で125位、『ビルボード』誌のジャズ・アルバム・チャートでは4位に達した。
ジャケットの絵はマティ・クラーワイン。

## 収録曲

### ディスク1
1. "Sivad" - 15:16
2. "Little Church" - 3:17
3. "Medley: Gemini/Double Image" - 5:56
4. "What I Say" - 21:12
5. "Nem Um Talvez" - 4:03

### ディスク2
1. "Selim" - 2:15
2. "Funky Tonk" - 23:28
3. "Inamorata and Narration by Conrad Roberts" - 26:29

## 演奏メンバー

### ライブ録音
- マイルス・デイヴィス - トランペット
- ジョン・マクラフリン - エレクトリックギター
- ゲイリー・バーツ - ソプラノ・サックス、アルト・サックス
- キース・ジャレット - エレクトリックピアノ、オルガン
- マイケル・ヘンダーソン - エレクトリックベース
- ジャック・ディジョネット - ドラムス
- アイアート・モレイラ - パーカッション

### スタジオ録音
- マイルス・デイヴィス - トランペット
- ジョン・マクラフリン - エレクトリックギター
- スティーヴ・グロスマン - ソプラノ・サックス
- ウェイン・ショーター - ソプラノ・サックス
- ハービー・ハンコック - エレクトリックピアノ
- チック・コリア - エレクトリックピアノ
- ジョー・ザヴィヌル - エレクトリックピアノ
- キース・ジャレット - オルガン
- デイヴ・ホランド - ウッド・ベース、エレクトリックベース
- ロン・カーター - ウッド・ベース
- ジャック・ディジョネット - ドラムス
- アイアート・モレイラ - パーカッション
- エルメート・パスコアール - ドラムス、ホイッスル、ヴォイス、エレクトリックピアノ
- ビリー・コブハム - ドラムス
- カリル・バラクリシュナ - エレクトリック・シタール